# Hospital Gorgas
El Hospital Gorgas fue un hospital ubicado en Ciudad de Panamá, se llama así por el general y médico de la armada estadounidense William C. Gorgas.
Construido en desde el año de 1876 e inaugurado el 12 de septiembre de 1882 por el Arzobispo de Panamá, Monseñor Telésforo Paul y a un costo de 500 millones de francos, en el emplazamiento de un hospital francés llamado "L'Hopital Notre Dame du Canal", fue originalmente llamado Hospital de Ancón y, más tarde en (1928) renombrado Gorgas Hospital. Originalmente fue construido de madera, pero fue reconstruido en hormigón en 1915 por Samuel Hitt. 

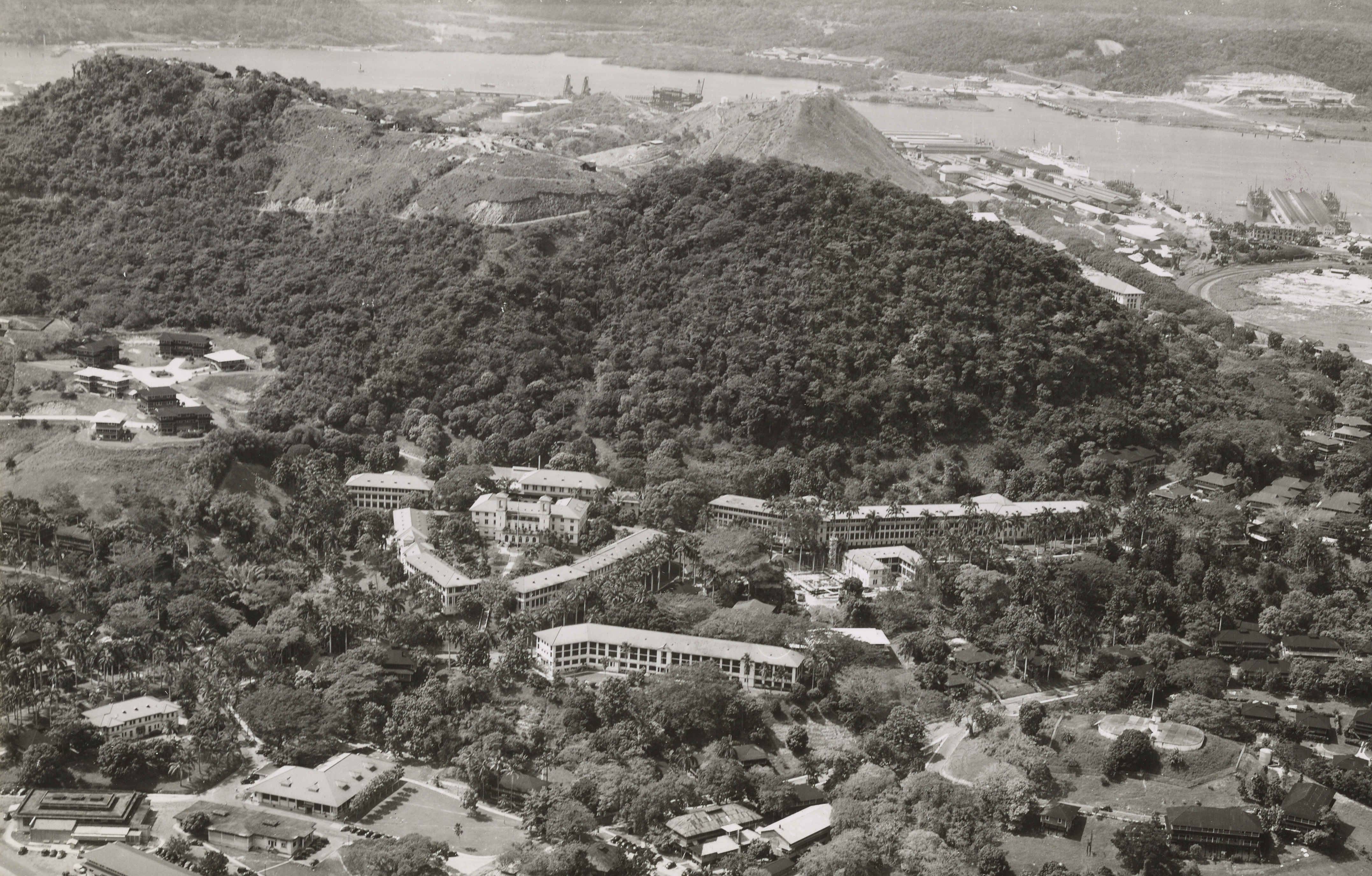
Antes WWII

El hospital está situado en el Cerro Ancón. Fue administrado por el ejército de los EE. UU. la mayor parte del siglo XX, pero ahora, de conformidad con los Tratados Torrijos-Carter, está en manos panameñas. Desde octubre de 1999, ha sido la sede del Instituto Oncológico Nacional, del Ministro de Salud y la de Corte Suprema.

## Historia

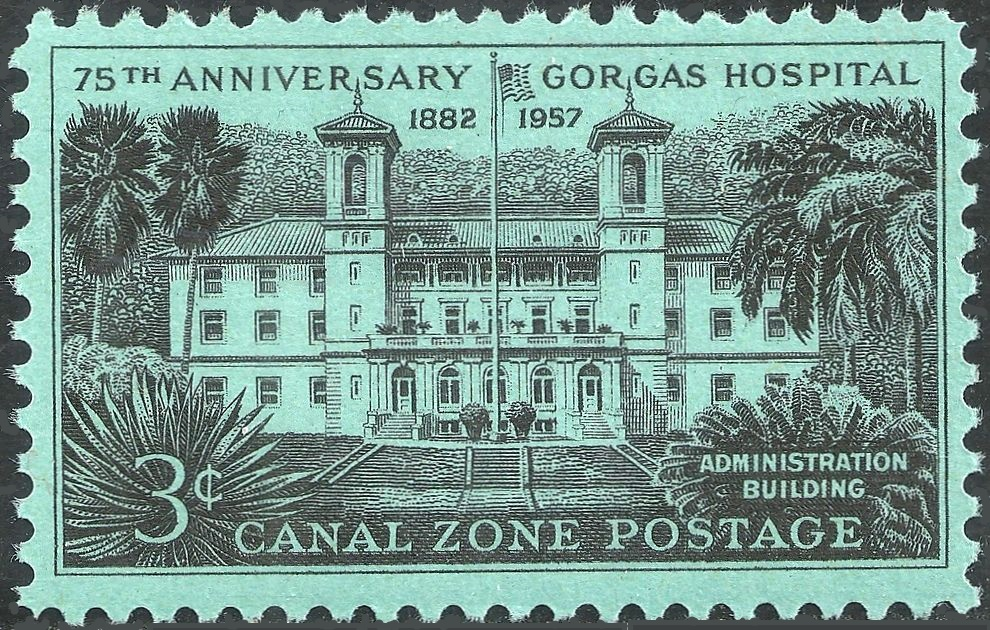
1957

La Compañía del Canal Francés construyó el primer hospital, considerado como el mejor y más moderno en el trópico, en el Cerro Ancón, así como un hospital más pequeño en Colón y un sanatorio en Taboga. La ubicación en la colina fue elegida como la elevación máxima, para maximizar la distancia de las aguas residuales, la exposición a las brisas saludables, y alejarse de los barrios marginales de la Ciudad de Panamá. El hospital se puso bajo control del Dr. Louis Companyo, el exjefe de servicios de saneamiento en el Canal de Suez. Sin embargo, una falta de comprensión de la enfermedad de los mosquitos daba lugar a brotes masivos de malaria y fiebre amarilla, que sitiaron el hospital, donde en veces la tasa de mortalidad de los pacientes se estimó en 75%.
Cuando el gobierno estadounidense compró la compañía francesa del canal en 1904, el Hospital de Ancón fue un activo importante. Con el Dr. William C. Gorgas, el hospital fue ampliado y modernizado, pero sigue siendo la misma estructura básica que la del hospital francés.
Con mejoras fundamentales que involucran puertas y ventanas y habitaciones selladas para facilitar la fumigación, el hospital desempeñó un papel importante en la reducción de las tasas de mortalidad durante la construcción del canal. 
Artículo principal: las medidas de salud durante la construcción del Canal de Panamá

## Expansión y en años sucesivos
Durante la crisis de Panamá, que finalmente terminó con la Invasión estadounidense de Panamá de 1989 (Operación "Just Cause" o Causa Justa) Gorgas Army Community Hospital, como se llamaba entonces, se encontró regularmente en crisis.  Las amenazas de bombas ocurrieron varias veces a la semana y durante un incidente, los manifestantes ocuparon todo el estacionamiento vacío cercano y amenazaron a la instalación.
El 3 de octubre de 1989, un intento de golpe por los miembros de las Fuerzas de Defensa de Panamá para derrocar al general Manuel Noriega llevó a una pelea callejera que terminó produciendo literalmente al otro lado de la calle del complejo hospitalario Gorgas.
El Teniente de Navío Roberto Paz, cuya muerte a manos de paramilitares de Panamá llevó a última instancia a "Causa Justa" la invasión, fue llevado al Gorgas por un disparo. La policía militar y las fuerzas militares de Noriega comenzaron a tomar posiciones en el hospital.  Una demostración de fuerza por la policía militar de la Compañía 534a MP obligó a las Fuerzas de Defensa de Panamá a retroceder. 
En la noche de la invasión, el complejo Gorgas fue atacado directamente por un pequeño grupo de Fuerzas de Defensa de Panamá soldados que estaban tratando de tomar rehenes. Este ataque fue rechazado por la policía militar 
Durante varios días, el hospital fue atacado al azar con tiroteos en Ciudad de Panamá, así como los ataques de franco tiradores deliberada y por lo menos un ataque de mortero. Aunque los planes de invasión militar no habían tenido en cuenta para su uso, El Hospital Gorgas se convirtió en una ubicación predeterminada para la recogida de los heridos de EE. UU., PDF, y civiles. La primera víctima estadounidense de la Operación Just Cause, el cabo Iván Pérez, del Batallón 4 º, 6 º Regimiento de Infantería, 5 º División de Infantería, fue llevado en ambulancia al Gorgas civil después de haber sido herido de muerte en Quarry Heights (área revertida en donde se estableció la primera base militar en Panamá, y operaciones de inteligencia militar fueron conducidas desde adentro de un túnel escondido en el Cerro Ancón.)